# Reylus
Reylus is een geslacht van kevers uit de familie somberkevers (Zopheridae). Het geslacht werd in 1969 voor het eerst onderscheiden door Roger Dajoz, die het de naam Erylus gaf. Die naam was echter al in gebruik als Erylus Gray, 1867, voor een geslacht van sponzen, en dus niet beschikbaar voor het kevergeslacht. In 2016 publiceerden Michael Ivie, Nathan Patrick Lord, Ian A. Foley en Stanislaw Adam Ślipiński het nomen novum Reylus (een anagram) voor het kevergeslacht.

## Soorten
Deze lijst is mogelijk niet compleet.
- R. chilensis